# Jean-Baptiste Jeanin
Jean-Baptiste Jeanin (Laneria, 22 gennaio 1769 – Saulieu, 2 maggio 1830) è stato un militare francese. Fu attivo durante le guerre rivoluzionarie francesi e le guerre napoleoniche. Il suo nome è stato inciso sull'Arco di Trionfo di Parigi.

## Biografia

### Inizi e le guerre rivoluzionarie francesi

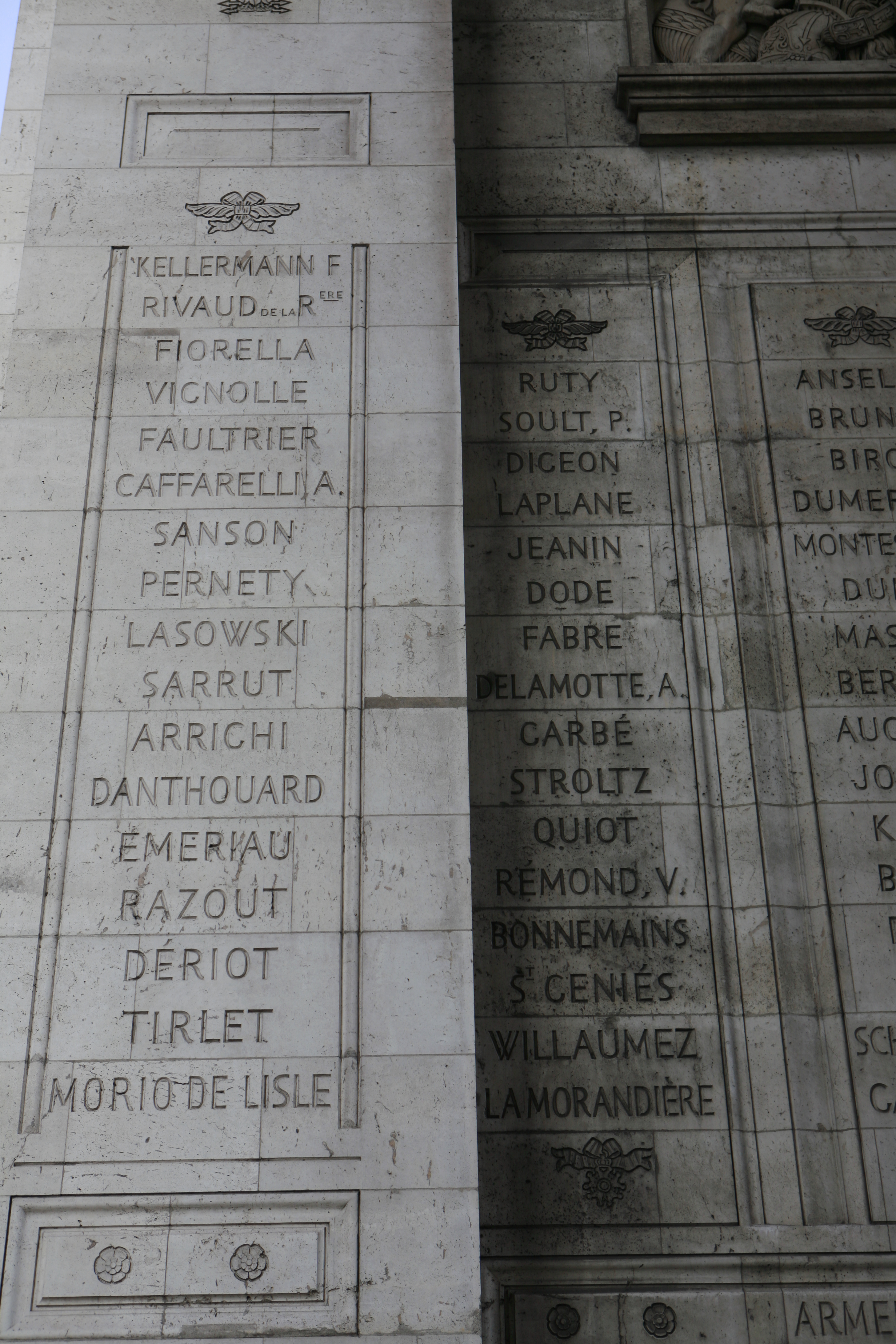
Arco del Trionfo. Nella seconda colonna, il cognome Jeanin

Nacque a Laneria, nel dipartimento del Giura, nel 1769. Nel 1792 era sottotenente nel 10° battaglione di volontari del suo dipartimento. Partì quello stesso anno per combattere nell'Armata del Reno. Si distinse in alcuni combattimenti nei pressi di Wissembourg nel settembre del 1793. Nel novembre dello stesso anno, nei pressi di Brumpt, riuscì a fermare una divisione nemica di 10000 con il fuoco della sua compagnia di artiglieria, difendendo con successo il passaggio sul vicino ponte. Venne promosso a capitano degli artiglieri della 170° brigata nell'ottobre del 1794 e nel gennaio dell'anno seguente fu incluso nelle forze di assedio destinate alla città di Mannheim. Tra il 1796 e il 1798 fu impiegato nell'Armata d'Italia, dove partecipò all'assedio di Gradisca.
In seguito, seguì Napoleone in Egitto, prendendo parte a tutte le battaglie più importanti: fu presente a Shubra Khit e alle piramidi nel 1798 e partecipò alla spedizione di Napoleone verso la Siria, combattendo nell'assedio di San Giovanni d'Acri, dove venne ferito da un proiettile alla mandibola mentre combatteva i turchi in una trincea. Una volta tornato in Egitto, partecipò alla battaglia di Aboukir. Sotto la guida del generale Kléber combatté ad Eliopoli e più tardi difese Alessandria, prossima alla capitolazione. Rimpatriato verso la fine del 1801, nel 1802 fu ammesso come capitano dei cacciatori a piedi della Guardia consolare e nel gennaio 1804, al campo di Boulogne, fu promosso a capobattaglione.

### Sotto l'impero e la Restaurazione
Dopo la creazione della Legion d'Onore, fu investito del titolo di Ufficiale. Come quasi tutte le forze concentrate a Boulogne, partì per la campagna del 1805 in Austria e per la campagna del 1806 e 1807 in Prussia e Polonia, dove rimase ferito nella battaglia di Heilsberg. Ripresosi, nel 1808 fu creato barone dell'Impero e  fu inviato in Spagna, dove si distinse in più occasioni, ricevendo il titolo di Commendatore della Legion d'Onore. Fu promosso a generale di brigata a Burgos da Napoleone nell'ottobre 1808 ma nonostante ciò continuò a comandare solo un battaglione ancora per diverso tempo. Tornato in Francia a causa di un peggioramento delle sue condizioni di salute nel 1809, vide approvata retroattivamente la sua promozione. Tornò in Spagna al comando di una brigata sotto il generale Seras, partecipando all'assedio di Astorga. Una volta caduta la città, ne fu comandante per più di un anno, dal luglio 1810 al dicembre del 1811, quando fece ritorno in Francia.
Nel 1812 venne momentaneamente messo a capo di una brigata della Guardia nazionale mentre l'anno seguente fu inviato in Illiria, al comando di Karlovac. Fece evacuare la città di Fiume e, dopo l'inizio della campagna di Eugenio, fu messo al comando di una delle brigate del generale Marcognet. Partecipò a numerose battaglie, tra cui Caldiero, San Michele, Boara Pisani e Parma. Dopo l'armistizio di Mantova fece ritorno in Francia, dove servì la restaurata dinastia borbonica: ricevette il titolo di Cavaliere dell'Ordine di San Luigi e, dopo un breve periodo di inattività, gli venne affidato il ruolo di vice-ispettore generale di fanteria nella 7ª divisione militare. Promosso nel gennaio 1815 a tenente generale, si unì a Napoleone durante i Cento Giorni, venendo aggregato all'Armata del Nord. Combatté a Waterloo.
La sua scelta di combattere al fianco dell'imperatore gli costò un lungo congedo a partire dal settembre 1815 sino all'aprile 1820, quando venne nuovamente inserito nelle liste di militari disponibili per il servizio. Ammesso al congedo nel dicembre 1824, si ritirò definitivamente dalla vita militare il 1°gennaio dell'anno successivo. Morì a Saulieu il 2 maggio 1830.